# یوسو ساریگی
یوسو ساریگی (انگلیسی: Josu Sarriegi؛ زادهٔ ۱۹ ژانویهٔ ۱۹۷۹) بازیکن فوتبال اهل اسپانیا است.
از باشگاه‌هایی که در آن بازی کرده‌است می‌توان به باشگاه فوتبال دپورتیوو آلاوس، باشگاه فوتبال اتلتیک بیلبائو، باشگاه فوتبال ایبار، و باشگاه فوتبال پاناتینایکوس اشاره کرد.
وی همچنین در تیم ملی فوتبال باسک بازی کرده‌است.